# Иљушин Ил-102
Иљушин Ил-102  је двомоторни совјетски јуришни бомбардер развијен током 1970-их. година у Иљушину, као учесник на конкурсу за нови јуришни бомбардер потребан Совјетском ратном ваздухопловству. На том конкурсу га је победио авион Су-25.

## Пројектовање и развој
Совјетско ратно ваздухопловство је 1967. године сачинило спецификацију за јуришни бомбардер на млазни погон. Док је Сухој конструисао потпуно нови једноседи јуришник Су-25, Иљушин је предложио пројект Ил-42, побољшану верзију свог јуришника Ил-40 из 1953. године. За разлику од Су-25, Ил-42 је био двоседи авион (пилот и репни стрелац). Пошто Совјетско ратно ваздухопловство није прихваљтило пројект Ил-42, фирма Иљушин је наставила даљи развој јуришног бомбардера под називом Ил-102 (за свој рачун и о свом трошку), тако да је прототип полетео 25. септембра 1982. године.

### Технички опис
Авион Иљушин Ил-102 је нискокрилни двомоторни млазни јуришни бомбардер са косим крилима (нагиб ивице крила према трупу је 30°). Посада, мотори и резервоари за гориво су оклопом заштићени од ватре са земље. Стајни трап је система „трицикл“ са једном носном ногом и две главне ноге које се увлаче у крила авиона. На предњој носној нози се налази један точак а на главним ногама су дуплирани точкови „близанци“.

### Наоружање
- 1 x 23mm двоцевни топ на репу авиона којим се даљински управља из кабине репног стрелца,
- 1 x 30 mm топ који се може монтирати испод трупа авиона (контејнерски тип) са 500 граната,
- до 7.200 kg. бомби: 6 подвешаних испод крила авиона, 2 подвешане испод трупа, 6 смештених у крилне коморе. На подкрилне носаче се ногу монтирати лансери ракета (невођене, ваздух-ваздух, ваздух-земља)

- Двоцевни топ на репу Ил-102
- Двоцевни топ који се монтира испод трупа Ил-102
- Крилне коморе са бомбама авиона Ил-102
- Крилни носачи наоружања авиона Ил-102

## Оперативно коришћење
Посаду авиона Ил-102 сачињавају 2 члана: пилот и репни стрелац. До оперативног коришћења авиона Ил-102 није дошло јер га је на конкурсу за јуришни бомбардер победио бољи авион Су-25. Направљено је укупно 2 примерака ових авиона као прототипови, један је искоришћен за статичка испитивања а други за испитивања у лету. На изложби Мосаерошоу на аеродрому Жуковски 1992. године произвођач овог авиона Иљушин је нудио уговарање продаје овог авиона.

## Земље које су користиле овај авион
| - СССР |